# Peter Okpaleke
Peter Ebere Okpaleke (Amesi, 1 maart 1963) is een Nigeriaans geestelijke en een kardinaal van de Rooms-Katholieke Kerk.
Okpaleke studeerde aan de grootseminaries van Ikot-Ekpene and Enugu. Op 22 augustus 1992 werd hij priester gewijd. Vervolgens was hij werkzaam in pastorale functies.
Op 7 december 2012 werd Okpaleke benoemd tot bisschop van Ahiara; zijn bisschopswijding vond plaats op 21 mei 2013. De benoeming stuitte op veel weerstand van de lokale geestelijkheid in Ahiara, omdat men de voorkeur had gegeven aan een bisschop afkomstig uit de eigen etnische omgeving. Er ontstond een conflict tussen de Romeinse Curie en de geestelijkheid van Ahiara, wat er uiteindelijk toen leidde dat Okpaleke op 19 februari 2018 zijn ontslag indiende. Op 5 maart 2020 volgde de benoeming van Okpaleke tot bisschop van Ekwulobia.
Okpaleke werd tijdens het consistorie van 27 augustus 2022 kardinaal gecreëerd. Hij kreeg de rang van kardinaal-priester. Zijn titelkerk werd de Santi Martiri dell’Uganda a Poggio Ameno.